# Dick Tracy
Pour les articles homonymes, voir Dick Tracy (homonymie) et Tracy.
Dick Tracy est un comic strip policier américain à succès créé par Chester Gould le 4 octobre 1931 dans le Detroit Mirror. Son personnage principal, un détective très intelligent, appartient à la culture pop américaine. Chester Gould a dessiné la série jusqu'en 1977. En 2010, elle est réalisée par Dick Locher (dessinateur depuis 1983) et le scénariste Jim Brozman.

## La bande dessinée

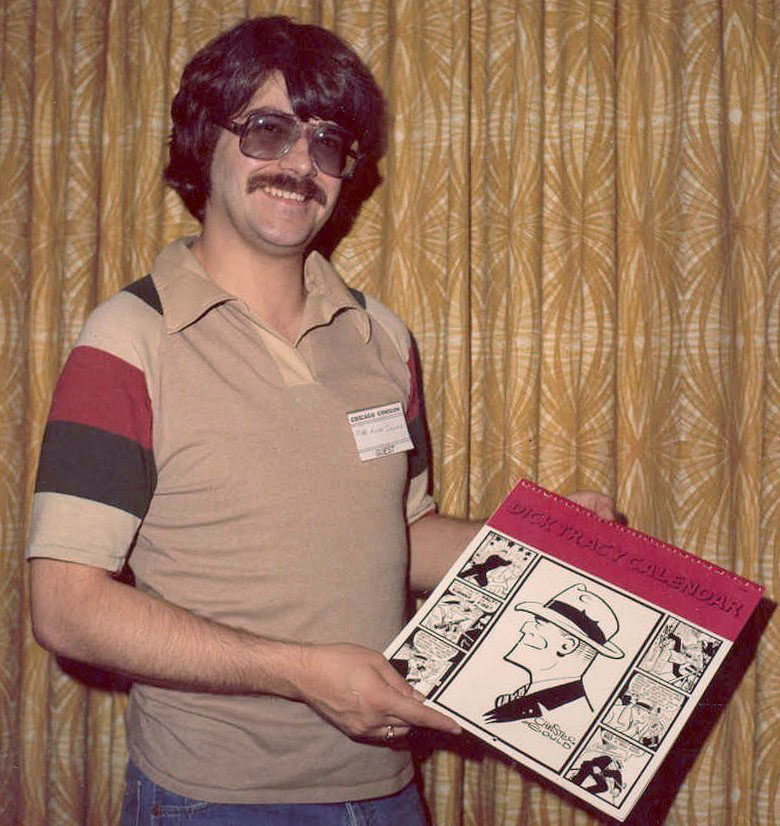
Max Allan Collins posant avec un croquis

### Les débuts
Chester Gould fut l'un des premiers à introduire de la violence dans une bande dessinée, reflet du climat qui régnait à Chicago dans les années 1930. En fin connaisseur du sujet, Gould fit de son mieux pour intégrer les dernières avancées en matière d'investigation policière dans ses histoires. Ainsi Dick Tracy a-t-il souvent recours aux sciences forensiques, à des gadgets et à un raisonnement policier méthodique, même si ses aventures se terminent souvent par une fusillade. Certains considèrent d'ailleurs ses histoires comme l'une des premières intrigues policières.
D'autres en revanche trouvent que de telles intrigues s'avèrent somme toute assez rares dans les histoires de Dick Tracy — la bande dessinée se prêtant peu à ce genre de scénarios. Pour ces derniers, l'action se trouve plutôt dans la traque incessante du détective à arrêter les bandits, bandits de plus en plus désespérés à mesure que Dick Tracy se rapproche d'eux.
Les méchants sont sans doute l'élément central des aventures de Dick Tracy. Dans le monde manichéen dans lequel il évolue, les ennemis de Dick Tracy peuvent apparaître exagérément déformés, comme si leur aspect physique annonçait à l'avance l'horreur de leurs crimes. Ces gangsters sont néanmoins assez divers, tantôt brutes et sans vergogne à l'image de Selbert Depool (personnage dont le nom est l'anagramme du mot anglais looped), tantôt civilisés comme l'arrogant Shoulders, qui ne peut s'empêcher de penser que toutes les femmes l'adorent. Ils peuvent même friser le génie maléfique : l'espion nazi Pruneface est non seulement ingénieur mécanique, mais conçoit également un gaz neurotoxique.
Toutefois, l'ennemi juré de Dick Tracy est Flattop Jones, un tueur à gages indépendant à la tête plate. Dans une fameuse aventure, Flattop est engagé pour tuer Tracy et se trouve sur le point d'y arriver, avant qu'il n'essaie d'obtenir une plus grosse prime pour son contrat. Erreur fatale, qui donna à Tracy le temps de demander de l'aide et de finalement vaincre l'assassin dans une spectaculaire scène de combat finale. Lorsque Flattop fut tué dans la série, quelques fans prirent publiquement le deuil.
À l'image d'un film noir, Gould essaie de décrire la misère du milieu criminel, les petits crimes qui mènent aux plus grands, les plans qui échouent, la vie qui peut avérer imprévisible et cruelle. La trahison est omniprésente : les hommes de main sont tués froidement par leurs patrons, qui sont à leur tour trahis par leurs petites amies, alors que des innocents qui se trouvent au mauvais endroit au mauvais moment sont abattus.
De nombreux personnages furent créés à l'image d'habitants de Woodstock en Illinois, où Chester Gould écrivit la majorité des aventures de Dick Tracy. Il utilisa également comme modèles ses associés, comme Joseph Patterson incarnant Big Frost ou même Gould lui-même, incarnant Pear-Shape.

### Évolutions
Malgré les controverses, Gould fit évoluer son personnage en introduisant par exemple des éléments de science-fiction telle la radio-bracelet, la première d'une longue lignée de gadgets futuristes élaboré par Diet Smith, l'excentrique industriel. Parmi ceux-ci, le Space Coupé, un engin spatial à propulsion magnétique, fit son apparition dans les années 1960. Ce fut le début de la période science fiction, où on peut voir Dick Tracy et ses amis aller sur la lune et rencontrer Moon Maid et ses habitants en 1964. Les aventures de Dick Tracy s'écartèrent de plus en plus du scénario original. En 1970, Gould essaya vainement de moderniser Dick Tracy en lui faisant arborer de longs cheveux et une moustache.
La sous-histoire de la famille Plenty rencontra en revanche un franc succès. Il s'agissait d'une famille de rednecks dirigée par deux ex-bandits, Bob Oscar "B.O." Plenty et Gravel Gertie. Elle offrit un pendant humoristique aux aventures de Dick Tracy. Leur fille, Sparkle Plenty, fut tout d'abord introduite comme un personnage d'enfant. À la différence de beaucoup de personnages d'enfants dans les bandes dessinées, on peut la voir grandir au fil de la série et passer par l'adolescence. L'arrivée de Lizz la policière comme l'une des lieutenants de Dick fut également très bien accueillie. Elle devint un formidable personnage féminin, fait révolutionnaire pour l'époque en bande dessinée.
Toutefois, les dernières aventures étaient souvent ponctuées d'une condamnation implicite par Gould des droits de l'accusé, Tracy étant souvent frustré par les formalités légales dans sa chasse aux bandits. La taille de plus en plus réduite des magazines de comics eut également un impact négatif sur le scénario.

### Dernières années
Gould prit sa retraite en 1977 et Dick Tracy fut repris par Max Allan Collins et Rick Fletcher, assistant de longue date de Gould. Collins revint au scénario original, en se débarrassant peu à peu des éléments de science fiction. Il choisit une approche moins cynique et simple du système judiciaire. Au décès de Rick Fletcher en 1983, un autre assistant de Gould, Dick Locher le remplaça. En 1992, le scénario fut repris par Mike Killian, éditorialiste. Il décédera le 27 octobre 2005.
En 1995, les aventures de Dick Tracy furent l'une des 20 sélectionnées pour l'édition commémorative de timbres postaux en l'honneur des comics.

## Autres médias

### Premiers films
La popularité et le succès de Dick Tracy s'emparèrent de la radio et de la télévision. Ralph Byrd joua pour la première fois le rôle de Dick Tracy dans le film du même nom en 1937. Son personnage continua dans une suite de films de série B. Le plus connu d'entre eux se nomme Dick Tracy contre le gang, où le méchant est joué par Boris Karloff.

### Télévision
Il y eut quelques apparitions de Dick Tracy sur le petit écran, une série télévisée The Dick Tracy Show prématurément interrompue ainsi que deux dessins animés. Dans le premier, Mel Blanc double la voix de plusieurs personnages, dont un apprenti détective nommé Go-Go Gomez – une version humaine du fameux Speedy Gonzales, doublé également par Blanc. Dans ce dessin animé, Dick Tracy délègue la plupart du temps à Gomez et ses associés la tâche de pourchasser des brigands tels Pruneface, Itchy, Mumbles, Flattop et autres ennemis traditionnels de Dick. Il a longtemps été écarté des ondes en raison de son ton légèrement raciste, mais a récemment été diffusé à nouveau sur des chaînes câblées.
Le deuxième dessin animé, qui respectait plus fidèlement le comic d'origine, est passé dans Archie's TV Funnies, produit par Filmation. Il y eut également un épisode pilote créé par les producteurs de la série Batman qui ne vit jamais le jour.
Un épisode de Daffy Duck de 1946 intitulé "Tire-lire à tire-larigot" (en anglais : The Great Piggy Bank Robbery) parodie l'univers de Dick Tracy. Dans cet épisode, Daffy est montré comme un grand admirateur des aventures du détective. Exalté par l'action de la bande-dessinée, Daffy s'assome involontairement et incarne Duck Tracy devant résoudre une affaire de vols de tirelires. 

### Film de 1990 et jeu vidéo
En 1990, Warren Beatty raviva les esprits avec son film Dick Tracy. Il réalisa le film et joua le rôle principal de Dick Tracy. Il s'inspira de l'univers des comics, utilisant des couleurs vives et en apportant un soin particulier aux maquillages des ennemis de Tracy. Toutefois, certains pointèrent du doigt le scénario, jugé faible, même si compensé par la brochette de stars tels Beatty, Madonna, Al Pacino, Dustin Hoffman et Dick Van Dyke. Écrite par Madonna, la bande originale du film, I'm Breathless: Music from and Inspired by Dick Tracy, contient des hits tels Vogue et Hanky Panky. Le compositeur Stephen Sondheim a écrit également quelques chansons pour le film, dont Sooner or Later (I Always Get My Man) qui gagna l'Oscar de la meilleure chanson. D'autres titres non publiés de Madonna ont été aussi enregistrés, mais non utilisés pour le film.
En août 1990, Bandai America Inc. adapta le film de Warren Beatty en jeu vidéo pour la NES, porté sur Game Boy en 1991. Sega réalisa également un jeu vidéo du même nom tiré de l'univers de Dick Tracy pour ses consoles Mega Drive et Master System, lui aussi en 1990.

### Dick Tracy à la télévision et au cinéma

#### Serials
- 1937 : Dick Tracy, serial en 15 épisodes (avec Ralph Byrd)[1]
- 1938 : Dick Tracy's Returns, serial en 15 épisodes (avec Ralph Byrd)
- 1939 : Dick Tracy's G-Men, serial en 15 épisodes (avec Ralph Byrd)
- 1941 : Dick Tracy's vs. Crime, Inc. ou Dick Tracy vs. Phantom Empire, serial en 15 épisodes (avec Ralph Byrd)

#### Films cinéma
- 1945 : Dick Tracy, film avec Morgan Conway
- 1946 : Dick Tracy contre Cueball (Dick Tracy vs. Cueball), film avec Morgan Conway
- 1947 : Dick Tracy contre La Griffe (Dick Tracy's Dilemma), film avec Ralph Byrd
- 1947 : Dick Tracy contre le gang (Dick Tracy Meets Gruesome), film avec Ralph Byrd
- 1990 : Dick Tracy, film de et avec Warren Beatty

#### Séries télévisées
- 1950-1951 : Dick Tracy, série télévisée en 40 épisodes avec Ralph Byrd
- 1961 : The Dick Tracy Show, dessin animé en 130 épisodes avec la voix d'Everett Sloane
- 1967 : Dick Tracy, épisode pilote avec Ray MacDonnell
- 1971 : Archie's T.V. Funnies (premier épisode, Dick Tracy)

## Publications en français

### Bandes de Chester Gould dans des périodiques
- Le Journal de Toto no 82-170, 29 septembre 1938-6 juin 1940
- Spirou no 1/1-47/3, 21 avril 1938-21 novembre 1940
- Le Journal du dimanche no 859-876, 5 mai 1963-1er septembre 1963. Planches anciennes
- Chouchou no 1-9, 12 novembre 1964-7 janvier 1965 et 11 (avril 1965)[2]
- Charlie Mensuel, dans les no 37 à 104, 1972-1977. Divers épisodes dans neuf numéros.
- BD, no 1-18 et 40-50, 1977 et 1978

### Recueils des bandes de Chester Gould
- Dick Tracy. Le Bébé solitaire. Le Sérum fatal. Le Père indigne, Éditions Paul Dupont, coll. « Les Grandes Aventures », 1946
- Dick Tracy, Focus, 1978. Recueil des planches du 16/05/1937 au 25/07/1937.
- Dick Tracy, Futuropolis, coll. « Copyright » :

1. 1937/1938, 1981
2. 1937, 1982
3. 1938/1939, 1983
4. 1938, 1984
5. 1938/1939, 1986
6. 1939, 1989

### Autres albums
- The Walt Disney Company et Yishan Li, Dick Tracy. La B.D. !, Dargaud, coll. « Touchstone Pictures », 1990. Adaptation du film de Warren Beaty